# Delta Force: Xtreme
Delta Force: Xtreme é um jogo eletrônico de computador desenvolvido e publicado pela NovaLogic para Microsoft Windows.